# کنتور واسی (پرو)
کنتور واسی (به اسپانیایی: Kuntur Wasi) یک کوه در پرو است که در Peru, Apurímac Region واقع شده‌است. کنتور واسی ۴٬۸۰۰ متر بالاتر از سطح دریا واقع شده‌است.